# Centralisering
 Der er for få eller ingen kildehenvisninger i denne artikel, hvilket er et problem. Du kan hjælpe ved at angive troværdige kilder til de påstande, som fremføres i artiklen.

Centralisering er den proces, hvor aktiviteterne i en organisation, navnlig med hensyn til planlægning og beslutningstagen, bliver koncentreret på en bestemt lokalitet eller hos en mindre gruppe aktører inden for organisationen.
Udtrykket har forskellig betydning inden for forskellige forskningsfelter. I statskundskab omhandler centralisering af beslutninger koncentrationen af regeringsmagten – både geografisk og politisk - i en topstyret regering eller overførsel af kompetence fra kommunerne til staten. Geografisk centralisering forekommer, når spredte aktiviteter samles på et bestemt sted. Et dansk eksempel er samlingen af hospitalsydelser i supersygehuse.
 
I virksomhedsstudier henviser centralisering til kommandovejene i organisationen. En stærkt centraliseret organisation betegnes også som et bureaukrati. I neurologi refererer centralisering til den evolutionære udvikling af nervesystemet, der kan partitioneres i centralnervesystemet og det perifere nervesystem.